# Lucilia fulges
Lucilia fulges este o specie de muște din genul Lucilia, familia Calliphoridae. A fost descrisă pentru prima dată de Harris în anul 1780. Conform Catalogue of Life specia Lucilia fulges nu are subspecii cunoscute.